# Horka (Orlická tabule, 324 m)
Horka (324 m n. m.) je vrch v okrese Náchod Královéhradeckého kraje. Leží asi 1 km severně od obce Bohuslavice, na katastrálním území obce Černčice.

## Geomorfologické zařazení
Geomorfologicky vrch náleží do celku Orlická tabule, podcelku Úpsko-metujská tabule, okrsku Bohuslavická tabule. Podle podrobnějšího členění Balatky a Kalvody náleží vrch do okrsku Novoměstská tabule, ve kterém je Bohuslavická tabule pouze podokrsek.